# Kåreholm (ö i Danmark)
Kåreholm är en ö i Danmark. Den ligger i Region Själland, i den sydöstra delen av landet. Ön är täckt av gräs och några buskar.